# Wierzbie (województwo śląskie)
Wierzbie (niem. Wiersbie) – wieś sołecka w Polsce położona w województwie śląskim, w powiecie lublinieckim, w gminie Koszęcin. Wieś liczy ok. 400 mieszkańców.
Wieś położona jest wzdłuż drogi wojewódzkiej nr 906 Zawiercie – Lubliniec. W centrum miejscowości znajduje się barokowy XVIII-wieczny pałacyk z parkiem i kaplica pw. św. Anny. Mieszkańcy wioski będący katolikami przynależą do parafii Sadów.

## Nazwa
Nazwa wywodzi się od polskiej nazwy drzewa  – wierzby. Niemiecki geograf oraz językoznawca Heinrich Adamy zaliczył ją do grupy miejscowości, których nazwy wywodzą się od tego drzewa – "von wierzba = Weide". W swoim dziele o nazwach miejscowych na Śląsku wydanym w 1888 roku we Wrocławiu wymienia jako najwcześniej zanotowaną nazwę wsi w formie Wiersbie podając jej znaczenie "Weidenbusch" – "Wierzbowe zarośla".
Od końca XVIII w. wieś posiadała pieczęć gminną, na której wizerunku przedstawiono wierzbę. 

## Sport
W 2010 roku powstał Ludowy Klub Sportowy "Wierzbie", który występuje w Lublinieckiej Klasie "B"